# Charles Sydney Smith
Charles Sydney Smith (Worsley Mesnes, 26 de enero de 1879- Southport, 6 de abril de 1951) fue un jugador inglés de waterpolo.

## Biografía
Charles Smith capitaneó el equipo británico (representado por el Salford Swimming Club) que ganó el oro en las olimpiadas de 1908.  Más tarde se pasó al Southport SC, con el que ganó 2 oros más en 1912 y en 1920. 
En su tercera medalla de oro en las olimpiadas, tenía 41 años y 270 días. Eso le convierte en el waterpolista más mayor en ganar la medalla de oro en una olimpiada.
En su cuarta olimpiada en 1924 tenía 45 años. Fue el portero de la selección inglesa durante 25 años, desde 1902 a 1926. 

## Clubs
- Salford Swimming Club ( Reino Unido)
- Southport Swimming Club ( Reino Unido)

## Títulos
Como jugador de waterpolo de la selección de Inglaterra
- Oro en los juegos olímpicos de Amberes 1920
- Oro en los juegos olímpicos de Estocolmo 1912
- Oro en los juegos olímpicos de Londres 1908